# Michel Schwalbé
Michel Schwalbé, né le 27 octobre 1919 à Radom en Pologne et mort le 8 octobre 2012 à Berlin, est un violoniste français d'origine polonaise.

## Biographie
Michel Schwalbé est né en Pologne en 1919. Il étudie dans sa jeunesse avec Moritz Frenkel, puis poursuit ses études à Paris et travaille avec Georges Enesco, Pierre Monteux et Jules Boucherit. Il prend à cette époque la nationalité française. Puis vient la guerre, et Schwalbé étant juif fuit la France en 1942 et se fixe en Suisse. Il devient soliste de l'Orchestre de la Suisse romande à Genève de 1944 à 1946, puis à Lausanne jusqu'en 1957, quand Herbert von Karajan lui offre un poste de violon solo à la Philharmonie de Berlin. Durant sa période suisse, Schwalbé avait créé son propre quatuor et succédé à Joseph Szigeti au Conservatoire de Genève. 

## Enregistrements de référence
- Antonio Vivaldi : Les Quatre Saisons, Herbert von Karajan, Berliner Philharmoniker, 1972, Deutsche Grammophon
- Richard Strauss : Also Sprach Zarathustra, op.30; Herbert von Karajan, Berliner Philharmoniker, 1974, Deutsche Grammophon